# Csuszovaja
A Csuszovaja (oroszul: Чусовая) folyó Oroszországban, a Középső-Urálban.
A Káma egyik legnagyobb, bal oldali mellékfolyója. Neve valószínűleg finnugor (permi) eredetű;  udmurtul a csusz jelentése gyors, fürge; a komi-permjak nyelvben a va jelentése víz.

## Földrajz
Hossza 592 km, vízgyűjtő területe 23 000 km², medrének átlagos esése 0,4%.
A Középső-Urálban, a Csuszovoje-tóból ered (Cseljabinszki terület). A Szverdlovszki területen északnyugat felé folyik, majd a Permi határterületen nyugatra fordul és a Kámai-víztározó Csuszovi-öblébe torkollik. Különlegességként emlegetik, hogy két kontinens folyója: az Urál keleti oldalán,  Ázsiában ered, de a vízválasztón keresztül nyugat felé, szinte teljes hosszában  európai területen folyik. A folyó hossza régen 745 km volt, de a Kámai-víztározó megépítésekor medrét 153 km hosszan felduzzasztották, így az a víztározó egyik öble lett.
Felső szakaszán széles völgyben halad; középső szakaszán kanyargó, szűk kanyonok és kiszélesedő, lankás partszakaszok váltakoznak, alsó szakaszán lassú, alföldi jellegű folyóvá szelídül. Vízszintje erősen ingadozó.
A folyó november elejétől vagy végétől április végéig befagy. Tavaszi árvize április közepétől akár két hónapig is eltarthat, de esős nyarakon is több alkalommal megárad. Nagyrészt olvadékvizekből táplálkozik. Alsó szakaszán, a torkolattól Csuszovoj városig hajózható. Középső folyását festői, kanyargós völgye, sziklás partszakaszai miatt a vízi túrázók kedvelik.

## Nagyobb mellékfolyói
- Bal oldalon a Revda és a Kojva; a Szilva a Kámai-víztározóba torkollik
- Jobb oldalon a Szerebrjanka, az Uszva és a Liszva.

## Fontosabb városok
- Revda
- Pervouralszk
- Csuszovoj

Mindhárom városban jelentős nehézipari üzemekkel (kohászat, acélcsövek gyártása stb.) működnek, és erősen szennyezik a folyó vizét.

## Történelmi kitekintés
A folyóról először 1396-ban tesznek említést az orosz évkönyvek. A finnugor (permi) népek által lakott területen IV. Iván cár 1558-ban a tehetős Sztroganov családnak adományozta a Káma középső és alsó szakaszának és mellékfolyóinak hatalmas területeit, tíz év múlva pedig a Csuszovaja folyó környékét. Ennek völgyében indult el – a Sztroganovok támogatásával – Jermak és kozák csapata  szibériai hódító útjára. Később egy másik híres család, a Gyemidovok is kaptak itt területeket. Az Urálban alapított vasfeldolgozó manufaktúrák termékeit tavaszonként fabárkákon úsztatták le a megáradt folyón Perm városáig.